# Pace di Tournai
La Pace di Tournai (Vrede van Doornik in olandese) fu un accordo tra il duca di Borgogna Filippo II e la città ribelle di Gand il 18 dicembre 1385.

## Storia
Il trattato sanciva che Gand avrebbe mantenuto i suoi privilegi, che ai ribelli sarebbe stata data l'amnistia e che, poiché era il tempo dello scisma d'Occidente, Gand sarebbe stata libera di riconoscere il papa. Tuttavia, a Gand fu richiesto di rinunciare al trattato con l'Inghilterra e di riconoscere il re di Francia.